# Paulus Juusten
Paulus Juusten (* etwa 1516 in Juustila bei Wiborg; † 22. August 1575 in Turku) war Bischof von Wiborg und Turku in Finnland. Er gilt als einer der bedeutendsten finnischen Kirchenführer der Reformation.

## Leben
Juusten wurde als Kind einer bürgerlichen Familie aus Wiborg geboren. Etwa 1540 empfing er die Priesterweihe. Er arbeitete als Hausprediger beim Bischof Martin Skytte und war in Wiborg als Schulrektor tätig. 1543 reiste er nach Wittenberg in Deutschland und studierte an der von der Reformation geprägten Universität Wittenberg Theologie und gehörte zu den wenigen finnischen Studenten an der Universität. Die Vorlesungen hielt hauptsächlich Philipp Melanchton. Melanchton gab Juusten nach dem Abschluss des Studiums 1546 dann ein Empfehlungsschreiben an den König Gustav I. Wasa und das Domkapitel Turku.

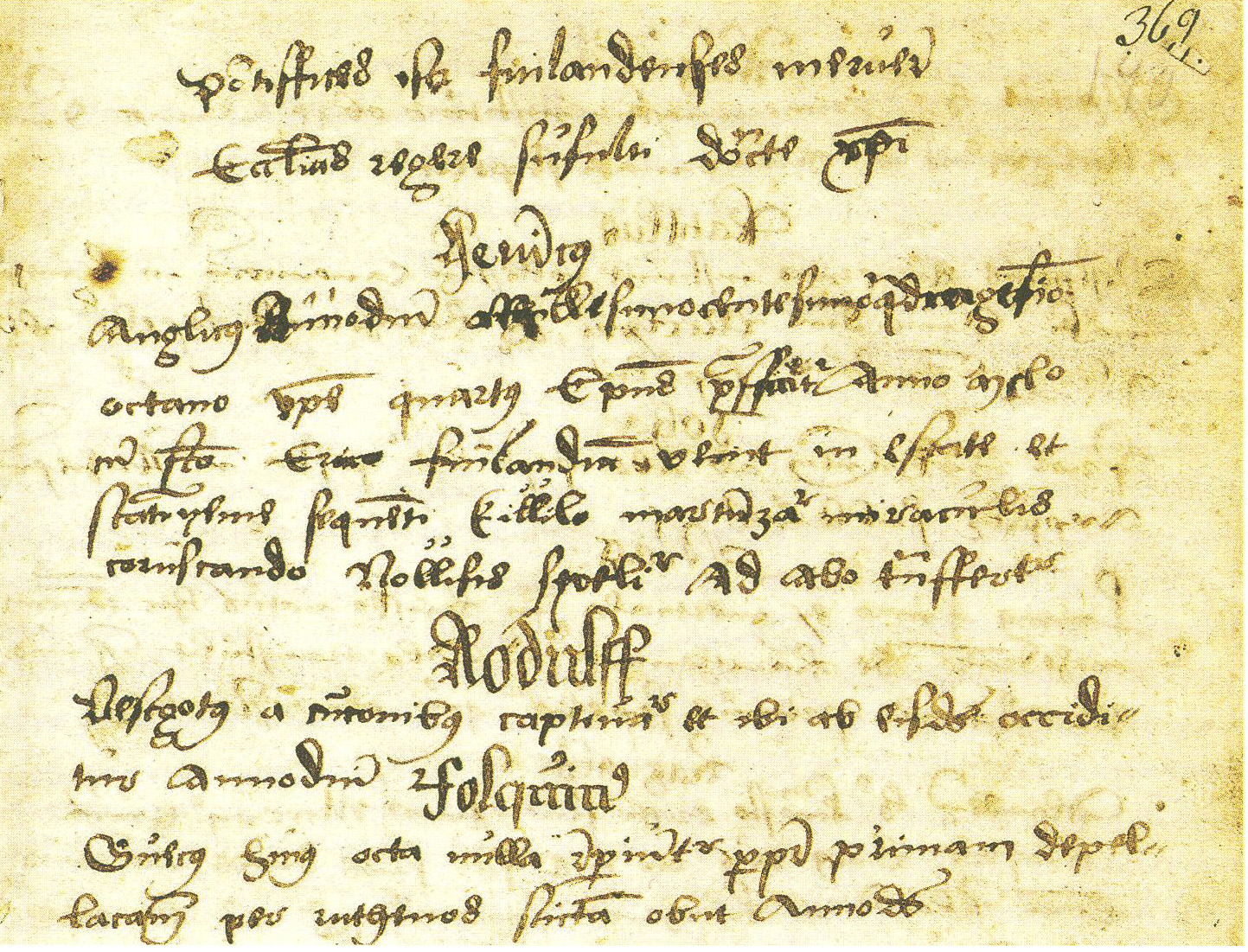
Eine Seite der Bischofschroniken von Paul Juusten, aus der Zeit um 1565

Er kehrte nach Finnland zurück und wurde Rektor der Kathedralschule Turku, an der die finnische Priesterausbildung erfolgte. 1554 wurde Juusten erster Bischof des nach der Teilung der finnischen Diözese neu geschaffenen Bistums Wiborg. 1563 wurde er dann Bischof von Turku. Dieses Amt hatte er bis zu seinem Tode inne.
Etwa im Jahr 1565 erarbeitete er eine Sammlung und Bearbeitung älterer finnischer Bischofschroniken mit dem Titel Catalogus et ordinaria successio episcoporum Finlandensium. Sie wurde mehr als ein Jahrhundert später von Henrik Gabriel Porthan vervollständigt und kommentiert herausgegeben. Das Werk führte dazu, dass Juusten als Vater der finnischen Geschichtsschreibung betrachtet wird.
1574 veröffentlichte er einen Katechismus in finnischer Sprache. 1575 folgte ein finnisches Meßbuch.